# Grällsta
Grällsta är en ort i Sala kommun i Västmanlands län, belägen vid riksväg 56 cirka två kilometer söder om Kila.
I Grällsta finns flera småföretagare samlade inom både hästnäring, åkerirörelse, mekanisk verkstad och byggföretag. En hel del nya hus har byggts på senare år och dessa ligger i olika grupperingar, det samlande namnet är Grällsta. Fram till 2008 fanns en bygdegård som dock numera sålts och inhyser ett sadelmakeri med bilklädslar som specialitet.
Grällsta ligger i Kila socken och ortens fotbollsklubb heter Grällsta IF.